# Dudley Ryder, 1:e earl av Harrowby
Dudley Ryder, 1:e earl av Harrowby, född den 22 december 1762 i London, död den 26 december 1847 i Sandon Hall, Staffordshire, var en engelsk politiker. Han var son till Nathaniel Ryder, 1:e baron Harrowby och far till Dudley Ryder, 2:e earl av Harrowby.
Ryder var ledamot av underhuset 1784–1803, blev därefter peer efter fadern som baron Harrowby och 1809 upphöjd till earl. Efter att 1789–1801 ha beklätt flera lägre politiska ämbeten var han utrikesminister 1804–1805, minister utan portfölj 1809–1812 och president för kronrådet 1812–1827.